# Basset hound
Il Basset hound è una razza di cane originaria dell'Europa, il cui nome deriva dall'unione del termine francese bas (bassetto), e dalla parola inglese hound (segugio).

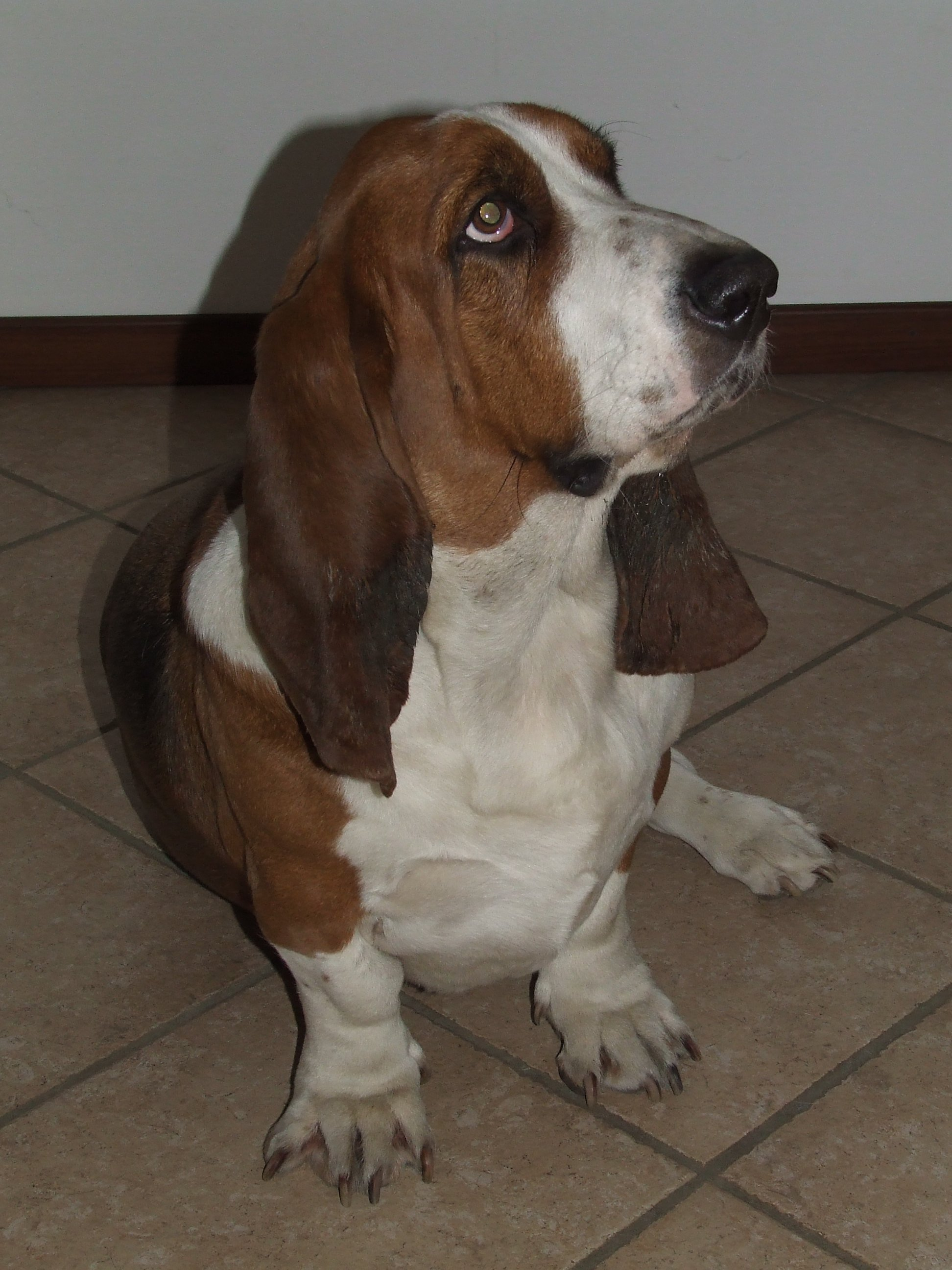
Esemplare di Basset Hound Tricolore

Le origini della razza derivano da cani da caccia francesi e dal Bloodhound. In particolare da una selezione dei cosiddetti "bassetti", cani affetti da acondroplasia (nanismo), tali da avere l'aspetto di un cane di dimensioni normali, ma con arti corti e torti. La differenza infatti che salta subito all'occhio tra "bassotto" e "bassetto", è appunto che il primo è un cane piccolo in tutte le dimensioni, più lungo del normale. Mentre il secondo è un cane di taglia medio-grande (ossatura compresa), che però ha le zampe corte.
I bassetti da cui deriva il nostro Basset hound sono il Basset d'Artois ed il Normand (oggi riuniti in un'unica razza: Basset Artesien Normand), ai quali fu poi unito il sangue del Bloodhound, per mantenere e fissare il tipo di testa che ancora oggi possiamo ammirare.
Nonostante il Basset Hound debba gran parte della sua selezione iniziale alla Francia, oggi è considerato dalla FCI un cane di origine inglese.
Storicamente questo cane veniva utilizzato per il fiuto eccellente e bassa statura, specialmente per la caccia di animali da tana (volpe, lepre, fagiano).
La selezione di questa razza ha portato quindi a sviluppare la morfologia di questo cane ed al miglioramento delle sue doti venatorie.
Le sue lunghe orecchie, ad esempio, permettono al Basset hound di convogliare gli odori risalenti dal terreno direttamente al suo tartufo, gli arti corti con unghie molto lunghe e spesse sono invece molto utili per infilarsi in tane o cespugli, mentre la coda, che spesso termina bianca in punta permette al cacciatore di rintracciare il cane nell'erba alta.

## Carattere
Ad oggi viene considerato un cane da compagnia, data la natura tranquilla e paziente, affettuosa e gioiosa sia con i bambini che con tutte le altre persone e la sua fortissima indole al gruppo gerarchico-sociale e alla muta.
Quanto affettuoso, tanto è caparbio: grazie alla sua espressione triste il Basset hound riesce spesso ad ottenere ciò che vuole.
A dispetto del suo retaggio storico di cane da punta, il Basset hound è un perfetto animale casalingo.
Questa razza è molto diffusa in Inghilterra e negli Stati Uniti, patrie che hanno reso famosa questa razza al resto del mondo grazie a partecipazioni di alcuni esemplari di Basset hound a film, telefilm e spot televisivi di successo.

## Standard della FCI
Nonostante da ormai molti anni non venga praticamente più utilizzato per le proprie doti venatorie, lo standard tende a conservare le caratteristiche, sia morfologiche che caratteriali, che rendono questo cane un ottimo segugio da pista di sangue (o pelo) e a non esasperare l'aspetto estetico.
L'aspetto generale deve essere quello di un cane consistente, tozzo ma non goffo o impacciato nei movimenti, estremamente "bassotto". 
Il carattere, come già detto, deve essere quello di un segugio, tranquillo, mai aggressivo, molto coraggioso e "testardo" (deve essere in grado di rimanere concentrato su una traccia per lunghi periodi di tempo), come tutti i cani da caccia deve essere estremamente devoto al padrone e in grado di lavorare in muta.
La testa deve essere suddiviso in circa eguale misura tra cranio e muso e presenta una cresta occipitale piuttosto marcata. Il tartufo deve essere di colore scuro e con narici ampie. Gli occhi sono a losanga, non infossati o estrusi, deve essere visibile una porzione di congiuntiva ma non eccessiva. L'espressione è seria e placida. Le orecchie sono lunghe fino a superare (di poco) la lunghezza del muso ed attaccate basse (sotto la linea dell'occhio). Sono gradite una buona quantità (ma non eccessiva) di pieghe sul viso in particolare quando rivolto in basso. Il labbro superiore copre completamente quello inferiore, i denti devono essere forti e con chiusura a forbice.
La zona del collo deve esprimere forza e presentare una moderata giogaia.
Il corpo deve essere lungo e ben disteso, con schiena relativamente parallela al terreno, lombi leggermente pronunciati, petto ampio, visto anteriormente deve avere uno sterno prominente, lateralmente costole percepibili al tatto ed appena accennate alla vista, posteriormente deve dare l'impressione di una sfera. Nota molto importante, tra il ventre e il suolo deve essere presente adeguato spazio (che permetta al cane di muoversi agevolmente su superfici anche irregolari).
La coda deve essere lunga, preferibilmente terminare bianca e portata alta a formare una sciabola, nella parte inferiore il pelo è più ispido mentre la parte superiore è uniforme è priva di frange.
Le zampe sono corte ma forti, le anteriori aderenti al corpo e con piede leggermente portato in fuori o in avanti, l'impronta deve essere di un cane di taglia grande e devono essere ben visibili tutti i cuscinetti. Il movimento deve essere sciolto. Le posteriori forti e muscolose con visibile garretto nella zona posteriore.
Il pelo deve essere corto e uniforme, esente da frange con pelle moderatamente elastica. Sono accettati tutti i colori del segugio ed il bianco o bianco/arancio.